# هيروكي كوباياشي
هيروكي كوباياشي (باليابانية: 小林 弘記) (24 مايو 1977 في شيزوكا في اليابان – )؛ هو لاعب كرة قدم ياباني سابق كان يلعب كحارس مرمى.

## وصلات خارجية
- هيروكي كوباياشي على موقع رابطة كرة القدم اليابانية للمحترفين (اليابانية)
- هيروكي كوباياشي على موقع Soccerway.com (الإنجليزية)
- هيروكي كوباياشي على موقع عالم كرة القدم.نت (الإنجليزية)